# Julie Brigham-Grette

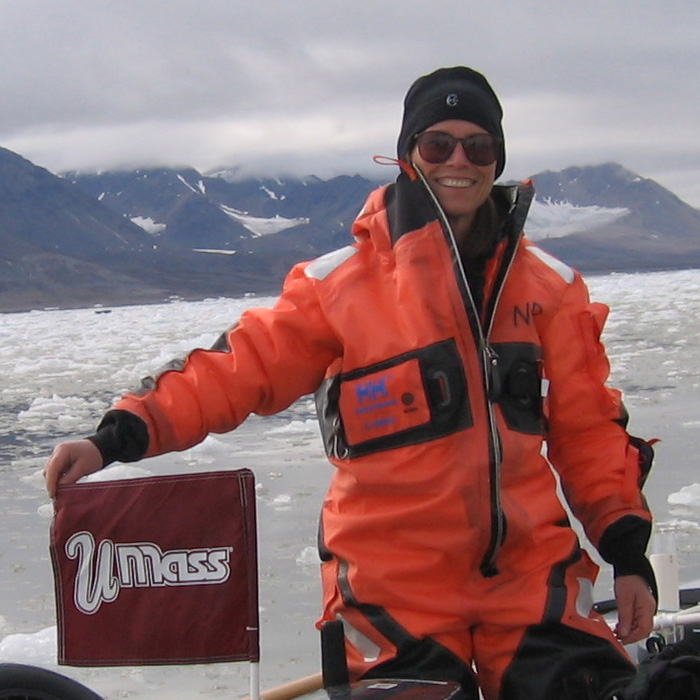
Julie Brigham-Grette

Julie Brigham-Grette (* 11. Januar 1955 in Albion, Michigan) ist eine US-amerikanische Quartär-Geologin. Sie ist Professorin an der University of Massachusetts Amherst.
Brigham-Grette studierte am Albion College in Michigan Geologie mit dem Bachelor-Abschluss magna cum laude 1976 sowie an der University of Colorado mit dem Master-Abschluss 1980 über das Quartär von Baffin Island und der Promotion 1985 bei G. H. Miller und D. M. Hopkins mit einem Thema über Quartär-Geologie in der Arktis von Alaska. 1983/84 forschte sie an der Universität Bergen sowie von 1985 bis 1987 als Post-Doktorandin an der University of Alberta und beim Geological Survey of Canada. 1987 wurde sie Assistant Professor, 1993 Associate Professor und 2001 Professor für Geowissenschaften an der University of Massachusetts in Amherst. Von 1998 bis 2000 und von 2001 bis 2004 war sie stellvertretende Leiterin der Fakultät und dazwischen Acting Department Head.
Sie befasst sich mit paläoklimatologischen, glaziologischen und geologischen Studien zum Quartär in der Arktis, wobei sie unter anderem in Kanada, Alaska, Sibirien und auf Svalbard forschte, mit Schwerpunkt der Gegend auf beiden Seiten der Beringstraße. Sie war maßgeblich ab 2007 von US-Seite an dem Gemeinschaftsprojekt mit europäischen (Martin Melles) und russischen Wissenschaftlern zur Auswertung von Sedimentbohrkernen aus dem Elgygytgyn-See in Nordost-Sibirien beteiligt, die einen genauen Überblick über die Klimageschichte der letzten 3,6 Millionen Jahre in der Arktis lieferten. Daraus ergaben sich neue Erkenntnisse über Klimaschwankungen in den Interglazialzeiten und die Existenz sogenannter Super-Warmzeiten (siehe Artikel Martin Melles).
Mit dem Eisbrecher der US-Coastguard Healy holte sie 2002 Bohrkerne aus der Beringsee und Tschuktschensee.
2002 wurde sie Fellow der Geological Society of America. Von 2000 bis 2004 war sie Vorsitzende der American Quaternary Association und von 2010 bis 2012 Vorsitzende der Abteilung Paläoklimatologie und Paläozeanographie der American Geophysical Union.
Sie ist seit 1983 mit Roger O. Grette verheiratet und hat zwei Söhne.

## Schriften
- mit Martin Melles, Pavel Minyuk, N. R. Nowaczyk, V. Wennrich, R. M. DeConto,  P. M. Anderson, A. A. Andreev, A. Coletti, T. M. Cook, E. Haltia-Hovi, M. Kukkonen, A. V. Lozhkin, P. Rosen, P. Tarasov, H. Vogel, B. Wagner  2.8 Million Years of Arctic Climate Change from Lake El’gygytgyn, NE Russia, Science, Band 337, 2012, S. 315–320, Abstract
- mit Martin Melles, Pavel Minyuk, A. Andreev, P. Tarasov, R. DeConto, S. Koenig, N. Nowaczyk, V. Wennrich, P. Rosen, E. Haltia-Hovi, T. Cook, T. Gebhardt, C. Meyer-Jacob, J. Snyder, U. Herzschuh: Pliocene Warmth, Polar Amplification, and Stepped Pleistocene Cooling Recorded in NE Arctic Russia, Science, 9. Mai 2013, Abstract
- mit Martin Melles, Pavel Minyuk, Christian Koeberl, Andrei Andreev, Timothy Cook, Grigory Fedorov, Catalina Gebhardt, Eeva Haltia-Hovi, Maaret Kukkonen, Norbert Nowaczyk The Lake El´gygytgyn Scientific Drilling Project - conquering arctic challenges through continental drilling, Scientific Drilling, März 2011, pdf
- Herausgeber mit  M. Melles, P. Minyuk, B. Wagner, T. Cook, D.-D. Rousseau: Initial results from lake El'gygytgyn, western Beringia: first time-continuous Pliocene-Pleistocene terrestrial record from the Arctic, Climate of the Past, Special Issue 48, 2012, Online